# Colwellia arctica
Espèce
Colwellia arctica est une espèce du genre de bactéries marines à Gram négatif Colwellia et de la famille des Colwelliaceae.  Comme les autres Colwellia, elle fait partie de l'ordre des Alteromonadales et du phylum des Pseudomonadota.

## Historique
L'espèce Colwellia arctica a été isolée dans l'arctique durant la cinquième expédition de la Recherche nationale arctique chinoise (Chinese National Arctic Research Expedition) et décrite en 2015. L'échantillon ayant permis l'isolement de cette bactérie a été effectué sur des sédiments prélevés à 2 619 m de profondeur.

## Taxonomie
Le nom correct complet (avec auteur) de ce taxon est Colwellia arctica Wang et al. 2015.

### Étymologie
L'étymologie de l'espèce Colwellia arctica est la suivante : arc’ti.ca L. fem. adj. arctica, appartenant à l'Arctique où la souche type a été isolée,.

### Classification phylogénique
La souche 435 a été caractérisée par des méthodes phénotypiques, la chimiotaxonomie et par analyse phylogénique de la séquence de l'ARNr 16S. L'analyse phylogénique de la séquence nucléotidique de l'ARNr 16S a permis de placer cette bactérie dans le genre Colwellia tout en représentant une espèce génomique séparée et distincte des autres espèces déjà reconnues. L'homologie de séquence est la plus élevée avec l'espèce C. psychrerythraea avec 95,56 % d'homologie puis C. asteriadis (95,28 %. Comme les autres Colwellia, cette espèce C. arctica est phylogénétiquement incluse dans le phylum Pseudomonadota (ex Proteobactéries).

## Description
Colwellia arctica est une bactérie Gram négative anaérobie facultative. Elle se préseente sous la forme de bacilles petits ou incurvés de 0,6 µm à 1,0 µm de large et longs de 1,6 µm à 2,8 µm. C. arctica est mobile par l'intermédiaire d'un flagelle polaire unique. Elle est positive pour les tests catalase et oxydase. Lorsqu'elles sont cultivées sur gélose marine 2216, les colonies sont de couleur beige, circulaires, lisses et d'un diamètre 1,0 mm à 1,5 mm après 48 h d'incubation à 20 °C. La croissance est optimale entre 18 et 20 °C mais peut se produire sur une gamme de 4 à 25 °C. Le pH optimal est compris entre 6,5 et 7,0 mais des pH allant de 6,0 à 9,0 sont possibles. Ces bactéries nécessitent la présence de NaCl pour assurer leur croissance qui est optimale en présence de 2,0 % à 3,0 % (w/v) et reste possible entre 0,5 % et 6,0 % de NaCl.

## Habitat
Isolée dans l'eau de mer et nécessitant du NaCl pour sa croissance, Colwellia arctica est une bactérie vivant dans les sédiments marins.